# Monique Pauzé
Pour les articles homonymes, voir Pauzé.
Monique Pauzé, née en 1951 à Montréal, est une enseignante, syndicaliste et femme politique canadienne. Elle est députée du Bloc québécois à la Chambre des communes pour la circonscription de Repentigny depuis les élections fédérales de 2015.

## Biographie
Née en 1951 à Montréal, Monique Pauzé enseigne pendant plus de vingt ans au niveau primaire. Elle sensibilise notamment les élèves à l'importance de l'environnement. Dès le début de sa carrière, elle est déléguée syndicale. De 1995 à 2003, elle s'engage plus activement dans l'action syndicale en tant que coordonnatrice à l’action sociopolitique au sein du Syndicat de Champlain, un syndicat de l'enseignement de la région de Montréal affilié à la Centrale des syndicats du Québec (CSQ). Lorsqu'en 2003 le président du Syndicat de Champlain Réjean Parent est élu président de la CSQ, elle lui succède à titre de présidente du syndicat, et ce jusqu'à sa retraite en 2013. La défense et la promotion de l'école publique est son principal cheval de bataille.
Au moment de sa retraite, elle accepte le poste de commissaire à la Commission spéciale sur le renouveau syndical mise sur pied par la CSQ. Elle est aussi engagée dans le milieu environnemental, ayant appuyé le mouvement des écoles vertes Brundtland et est vice-présidente de la Coalition Eau Secours.

### Carrière politique
Monique Pauzé est également impliquée pour la cause de la souveraineté du Québec. En avril 2013, elle fait partie de la commission du Conseil de la souveraineté du Québec chargée de mettre sur pied les États généraux sur la souveraineté. En mars 2015, elle devient vice-présidente du Bloc québécois.
En mai 2015, Monique Pauzé est choisie candidate du Bloc québécois dans la circonscription de Repentigny. Le 19 octobre 2015, elle est élue avec 34,69 % des voix. Le 22 octobre 2015, elle est nommée whip de son parti, poste qu'elle conserve jusqu'en février 2018. Durant ce premier mandat, elle est également porte-parole de son parti en matières d'Environnement, de Ressources naturelles et de Condition féminine.
En février 2018, Monique Pauzé dépose le projet de loi C-392 qui vise à obliger le gouvernement fédéral à respecter les lois provinciales et les règlements municipaux en matière de protection de l’environnement et d’aménagement du territoire, quand ceux-ci diffèrent des lois fédérales. Le projet de loi vise une modification de certaines législations (huit au total)  dont celle sur l’Office national de l'énergie et les radiocommunications.  Ces modifications ont pour objectif d'éviter que l’installation d’oléoducs et de tours de communication ne s’effectuent en contournant les lois environnementales provinciales et les décisions des conseils municipaux, comme l'a fait TransCanada dans son projet Oléoduc Énergie Est. Ce projet de loi est rejeté de deuxième lecture en décembre 2018.

#### Crise de 2018 au Bloc québécois
Monique Pauzé fait partie des sept députés du Bloc québécois qui quittent le parti en février 2018, et siègent sous l'étiquette de Groupe parlementaire québécois, puis Québec debout, à la suite de désaccords avec la cheffe Martine Ouellet. Elle réintègre le Bloc en septembre 2018.

### Réélections
Aux élections de 2019, Monique Pauzé est réélue avec une majorité accrue, récoltant 53 % des suffrages. Elle reprend depuis son rôle de porte-parole pour l'Environnement. Elle est réélue également en 2021.